# عمارة نوبية

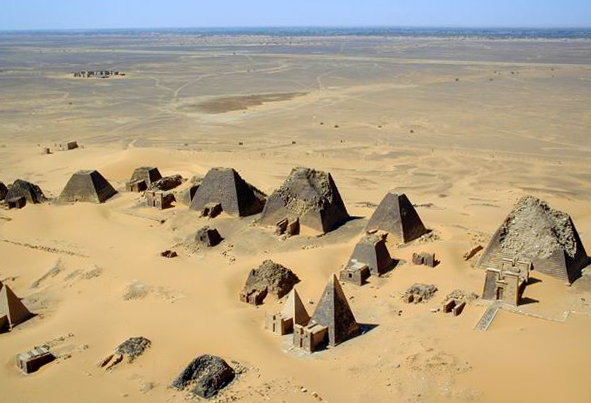
الأهرامات المروية.

العمارة النوبية متنوعة وقديمة. تم العثور على قرى دائمة في النوبة والتي تعود إلى 6000 قبل الميلاد. وكانت هذه القرى معاصرة تقريبا لمدينة أريحا المسورة في فلسطين.

## الفترة المبكرة

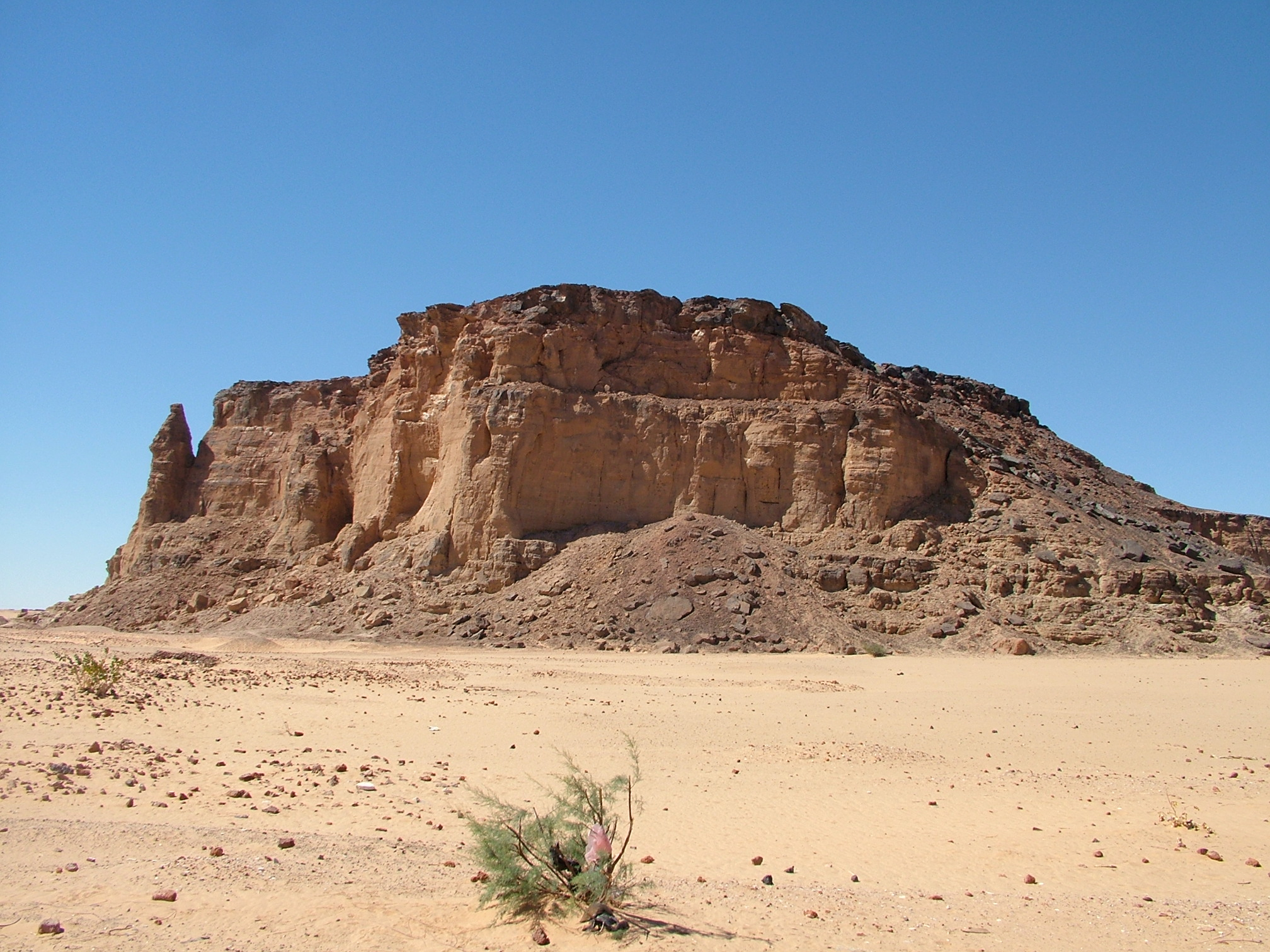
جبل البركل

استخدمت أقدم العمارات النوبية مواد قابلة للتلف، التعريشة والجص، والطوب اللبن، وغيرها من المواد الخفيفة والنضرة. كانت الهندسة المعمارية النوبية المبكرة تتألف من السبوات (مقابر أو معابد منحوتة في وجه صخري)، والهياكل المستمدة من نحت الصخور، والابتكار في ثقافة المجموعة أ (حوالي 3500-2374 قبل الميلاد) ، كما رأينا في معبد كهف سوفالا المنحوت في الصخر. استخدم المصريون السبوات على نطاق واسع في المملكة المصرية الحديثة.
يوجد نوعان من مقابر المجموعة أ. واحدة كانت بيضاوية الشكل بعمق 0.8 متر (2 قدم و7 بوصة) . الثانية كانت بيضاوية الشكل بعمق 1.3 متر (4 قدم و3 بوصة) ومعها غرفة ثانية أعمق.
اختفت ثقافة المجموعة أ، وجاءت بعدها ثقافة المجموعة ج (2200-1500 قبل الميلاد). تألفت المستوطنات من هياكل مستديرة ذات أرضيات حجرية. تم تحقيق الإطار الهيكلي بمواد خشبية أو لدنة. وأصبح الطوب اللبن مادة البناء المفضلة حيث أصبحت المستوطنات أكبر. كانت القبور من الأسطح الفوقية الدائرية المصنوعة من الجدران الحجرية. كانت الحفرة مليئة بالحصى والحجارة، ومغطاة بسقف الطين المجفف أو سقف القش. في وقت لاحق، خلال الفترة المصرية الانتقالية الثانية (حوالي 1650 إلى 1550 قبل الميلاد)، تم وضع مصلى من الطوب إلى الشمال من القبر. كانت القبور من الغابة، وكاديرو، وسيالا، ومواقع أخرى مختلفة في شمال السودان.

## كرمة

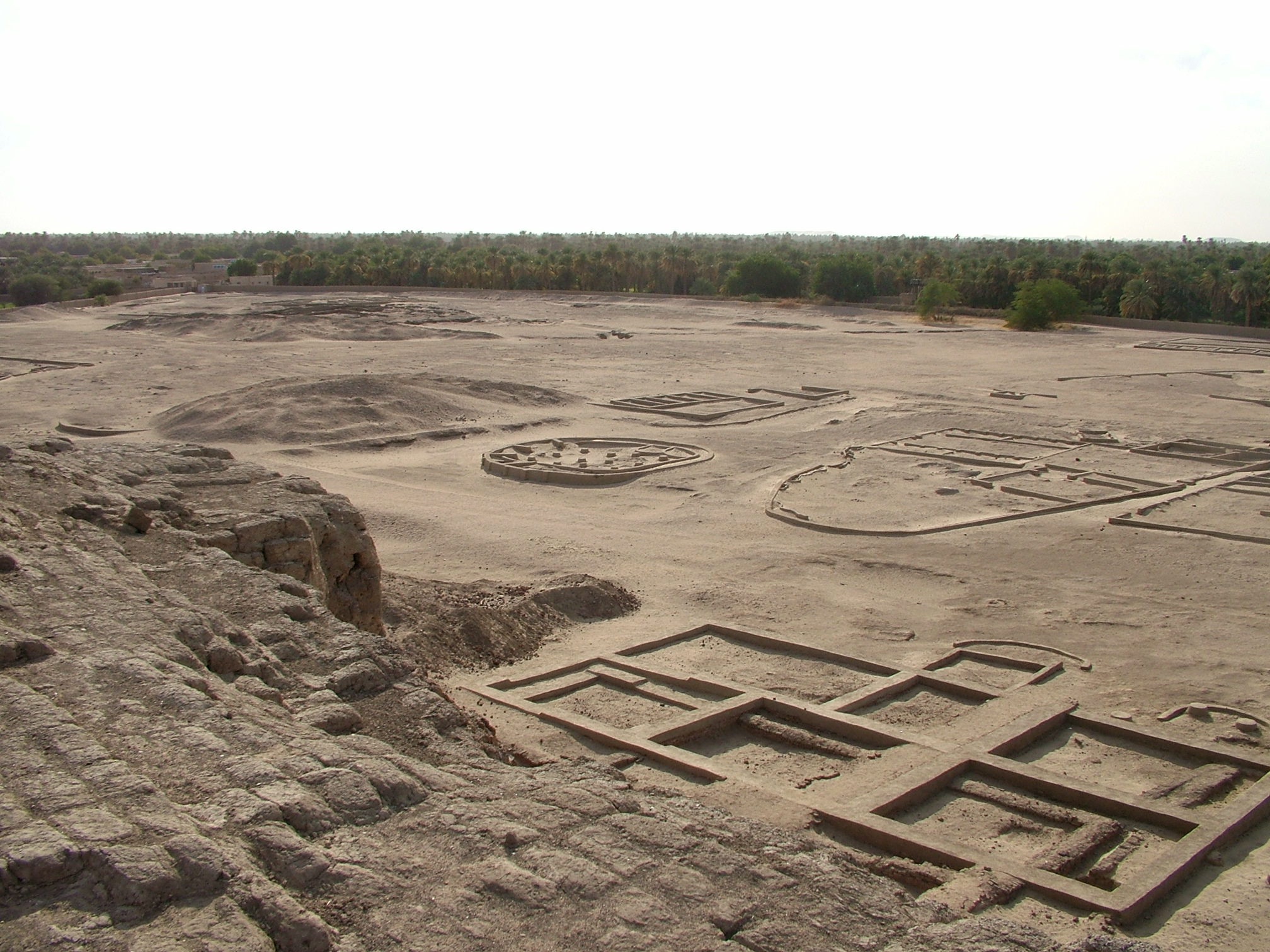
مدينة الكرمة.

كانت ثقافة المجموعة ج مرتبطة بثقافة الكرمة. تأسست الكرمة حوالي 2400 قبل الميلاد. كانت مدينة مسورة تحتوي على مبنى ديني، ومسكن دائري كبير، وقصر، وطرق جيدة. على الجانب الشرقي من المدينة، وضع المعبد الجنائزي ومصلى. وهو يدعم عدد السكان البالغ 2000 نسمة. وكان ديفوفا من أكثر هياكلها تحببا، وهو معبد من الطوب الطيني الذي أقيمت فيه الاحتفالات على القمة.
والدفوفة هي بناية فريدة من نوعها في العمارة النوبية. يوجد ثلاثة دفوفات معروفة: الدفوفة الغربية في الكرمة، الدفوفة الشرقية، والدفوفة الثالث وهي الأقل شهرة. الدفوفة الغربية عبارة عن 50 مترا*25 مترا (164قدم*82 قدم). يبلغ طوله 18 مترا (59 قدما) ويتكون من ثلاثة طوابق. كان محاطا بجدار حدودي. وفي الداخل كانت الغرف متصلة بواسطة ممرات.

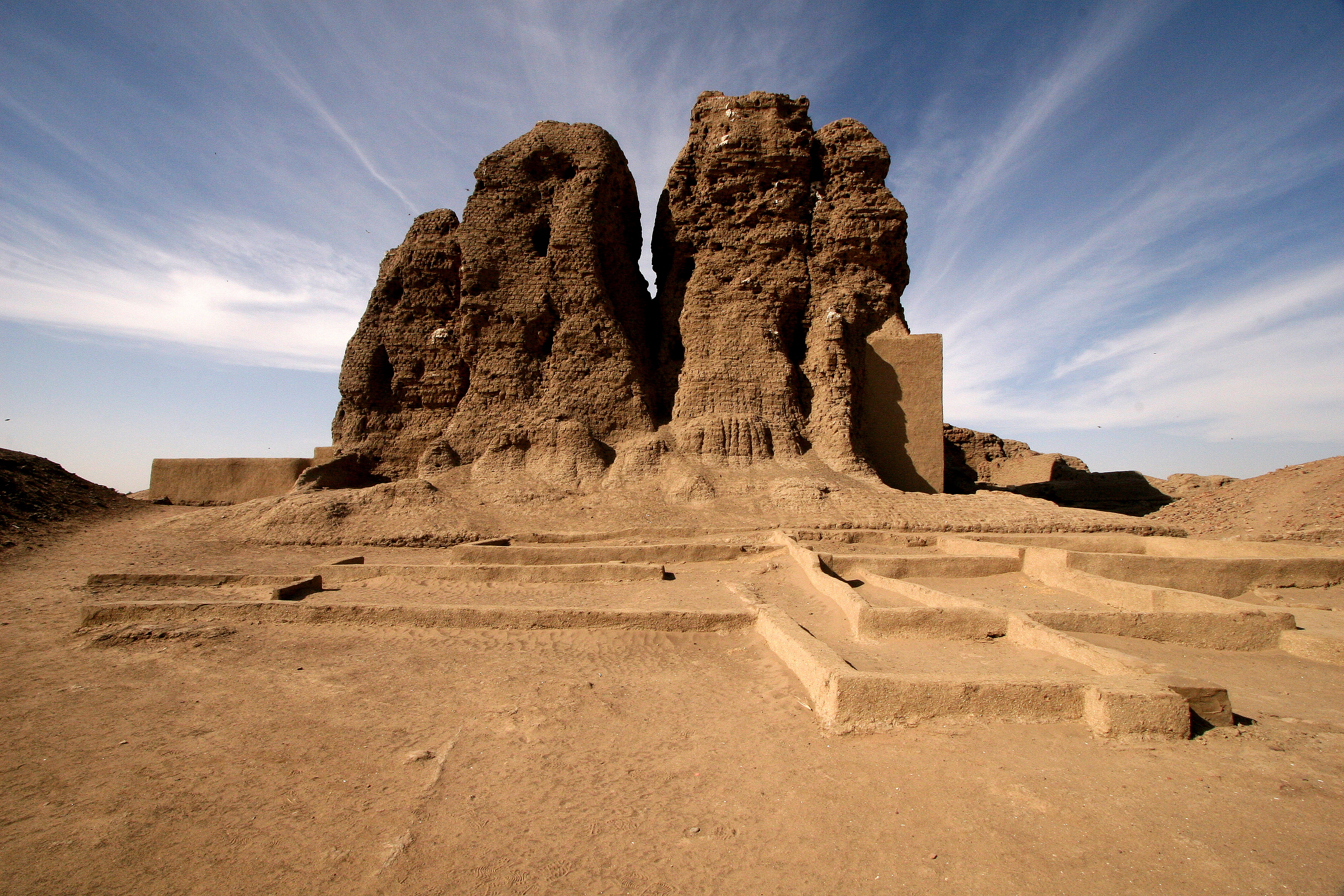
ديفوفا الشرقي

تقع الدفوفة الشرقية على بعد 2 كم (1.2 ميل) شرق الدفوفة الغربية. الدفوفة الشرقية أقصر من الدفوفة الغربية، يمتلك اثنين فقط من الطوابق العالية. وهو يعتبر كنيسة جنائزية، محاطة ب 30،000 تومولي أو قبور. لديها قاعتين محمولة على عماويد. زينت الجدران بواسطة بورتريه لحيوان بالألوان من الأحمر والأزرق والأصفر والأسود والأرضيات المرصعة بالأحجار. ووضعت طبقات من الحجر على الجدران الخارجية. ديفوفا الثالث لديه هيكل مماثل لديفوفا الشرقي.
مقابر كرمة متميزة. فهي عبارة عن حفر دائرية مغطاة بالحصى الأبيض أو الأسود في تل دائري. وتوجد أربعة مقابر ضخمة في الجزء الجنوبي من الموقع. وهي تقع في صفوف محاطة بقبور صغيرة. يبلغ قطرها 9 أمتار (30 قدما)، مغطاة بتلال دائرية من الحصى الصحراوي الأبيض والأسود على ارتفاع 3 أمتار (9.8 قدم). وفي الأسفل يوجد بنية معقدة. مسار يمشي بطول القطر موضوع مع الجدران الطينية، يدعم التل أعلاه. ويبدو أن الجدران الطينية قد زينت مرة واحدة. الطريق يذهب إلى غرفة بها قبو نوبي وباب خشبي حيث دفن الملك. سرير الملك مفصل بالأرجل الحجرية المنحوتة. تقع الغرفة المقببة في وسط الهيكل. ويقدر أن 300 من البشر و 1000 من الماشية ربما تمت التضحية بهم مع الملك لمرافقته في فترة ما بعد الحياة.

## كوش ونبتة

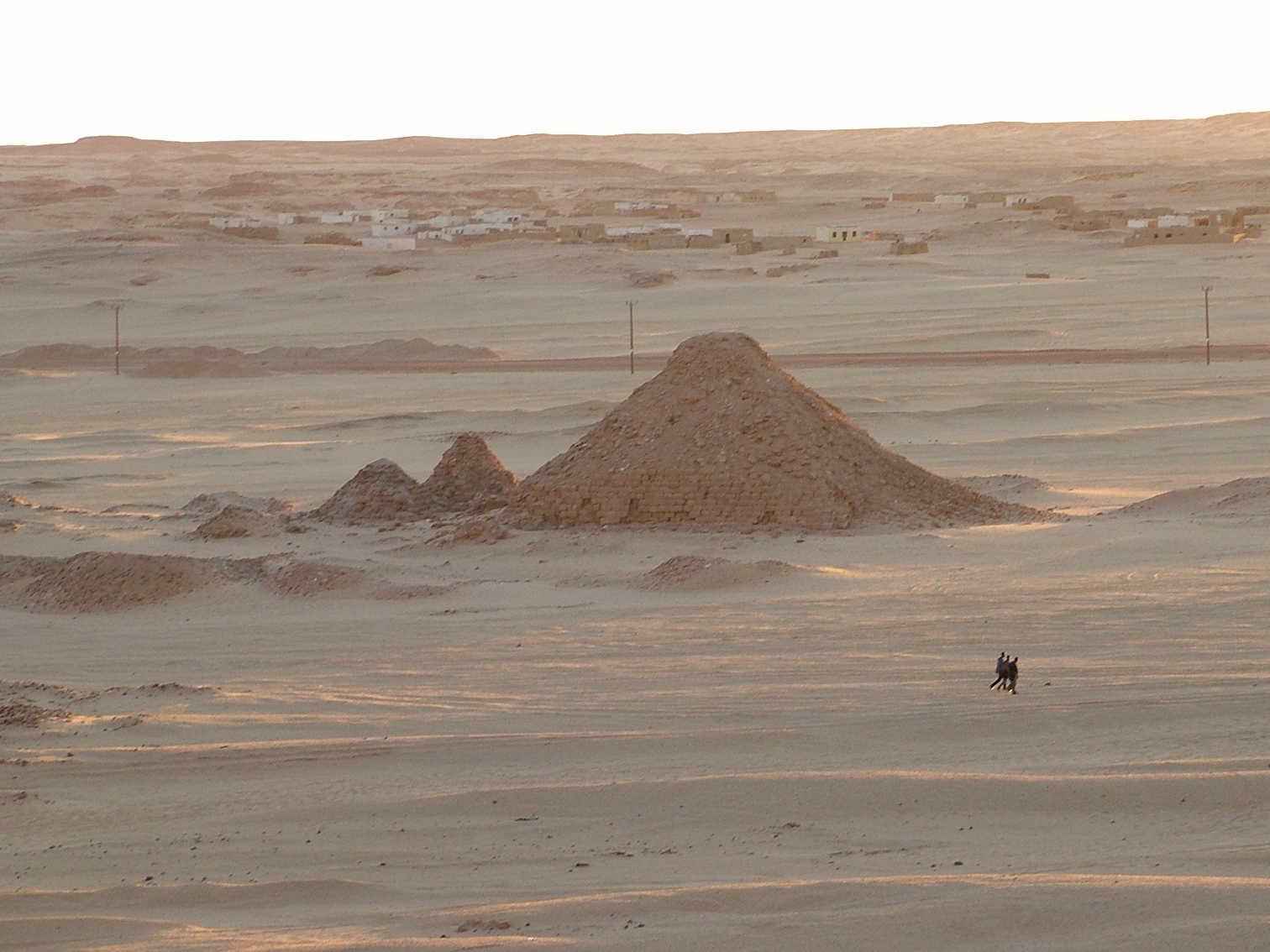
أهرامات بالقرب من جبل البركل.

بين 1500-1085 قبل الميلاد، تم تحقيق الفتح المصري والهيمنة على النوبة. هذا الفتح جلب المرحلة النبتية من التاريخ النوبي، وولادة مملكة كوش. تأثرت كوش بشكل كبير بمصر و احتلتها في نهاية المطاف. خلال هذه المرحلة نرى بناء العديد من الأهرامات والمعابد.
وكان جبل البركل له دلالة روحية كبيرة لفراعنة النوبة. تلقى الفراعنة النوبيين الشرعية من الموقع. لقد عقدوا تتويج الفرعونية واستشاروا الوحي. كان يعتقد أن يكون مسكن آمون. معابد موط، وحتحور، وبس موجودة أيضا. تم حفر 13 معبد وثلاثة قصور.
 لم يتم حفر مدينة نبتة بالكامل. وقد بدأ العمل في بعض المعابد من قبل فراعنة مختلفين وتم إضافتهم على يد الفراعنة الذين جاءوا بعدهم، بدءا من الفراعنة المصريين. قام ريزنر بحفر المنطقة، وسم معالمها "B" نسبة للبركل. وبعضها على النحو التالي: B200 (معبد طهارقة)، B300 (معبد طهارقة لموط، وحتحور وبس)، B500 (معبد)، B501 (القاعة الخارجية)، B502 (قاعة البهو المعمد)، B700 (معبد)، B800 (معبد الارا النوبي) ، B1200 (القصر). أقال بسامتيك الثاني من الأسرة السادسة والعشرون في مصر المنطقة في 593 قبل الميلاد، ودمر جميع التماثيل النوبية في B500.
وقد شيدت الأهرامات النوبية على ثلاثة مواقع رئيسية هي: الكرو ونوري ومروي. تم بناء المزيد من الأهرامات في النوبة لوقت أطول منه في مصر. النوبة تحتوي على 223 هرما. كانت أصغر من الأهرامات المصرية. الأهرامات النوبية كانت للملوك والملكات. وكان البناء العام للأهرامات النوبية يتكون من جدران حادة، ومصلى يطل شرقا، ودرجا يواجه الشرق، ومدخل للغرفة عبر الدرج.
كانت الكرو أول موقع رئيسي. وهو يقع على بعد 13 كيلومترا (8.1 ميل) جنوبا من جبل البركل. كانت مصنوعة من الحجر الرملي. وهي تتراوح من 10 إلى 30 مترا (33 إلى 98 قدم) في الارتفاع. وقد دفن حوالي 10 فراعنة و 14 ملكة في الكرو.
كانت نوري موقعا هاما آخر للهرم، على بعد 6 أميال شمال شرق جبل البركل. كان يضم 20 من الفراعنة و 54 من الملكات. وتتراوح أهرامات الفرعون بين 39.5 و 65 مترا (130 إلى 213 قدم) في الارتفاع. تبلغ أهرامات الملكة من 9 إلى 17 مترا (30 إلى 56 قدما). تم قطع القبور من الأساس. تضم غرفة الفرعون ثلاث غرف مترابطة. وتحتوي غرفة الملكة على غرفتين متصلتين.

## مروي

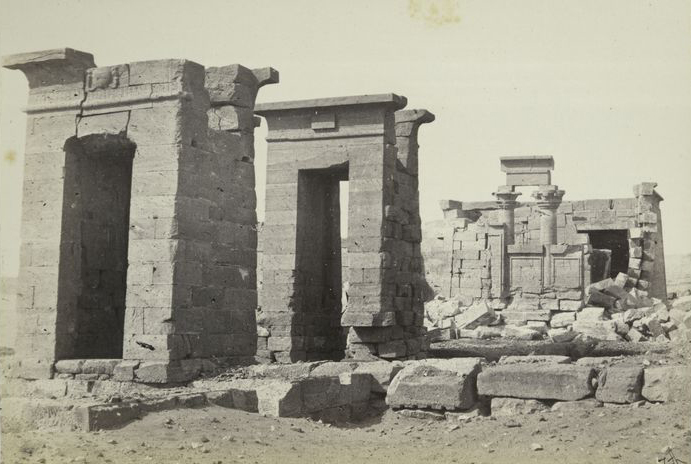
معبد ديبود

ويعتبر موقع الهرم الثالث النوبي مروي أكبر موقع أثري في العالم. أنه يحتوي على المزيد من الأهرامات النوبية أكثر من أي موقع آخر.
أنشأ النوبيون القدماء نظاما للهندسة بما في ذلك الإصدارات الأولى من الساعات الشمسية. وتقع العديد منها في مواقع مروي. خلال الفترة المروية في التاريخ النوبي استخدم النوبيون القدامى منهجية مثلثية مشابهة للمصريين.

## النوبة المسيحية

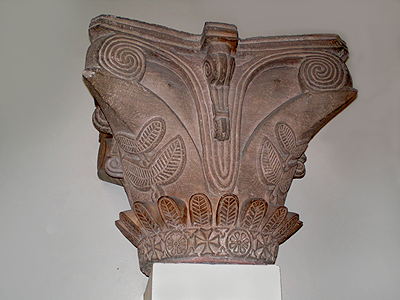
تاج عمود كنيسة فرس.

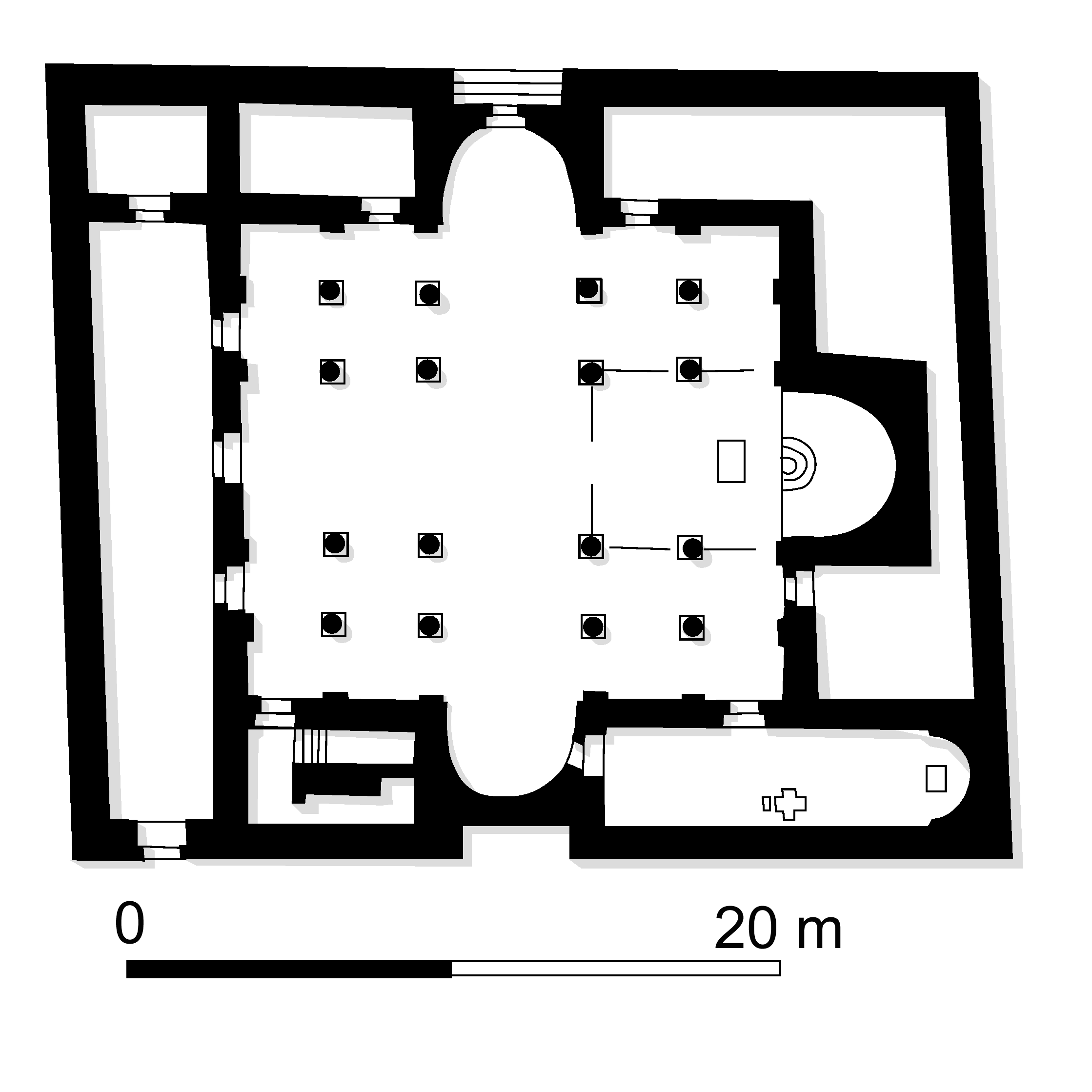
مسقط أفقي لكنيسة دنقلا الملكية.

بدأت مسيحية النوبة في القرن السادس الميلادي. العمارة الأكثر تمثيلا لها هي الكنائس. وهي تستند إلى البازيليكا البيزنطية. الهياكل صغيرة نسبيا ومصنوعة من الطوب الطيني. الكنيسة مستطيلة الشكل مع الجزر الشمالية والجنوبية. يتم استخدام الأعمدة لتقسيم الصحن. الحنية تقع على الجانب الشرقي. يقع المذبح أمام القبة. كانت المنطقة الواقعة بين المذبح والقبة تسمى الهيكل. في الغرب، كان يوجد برج أو غرفة علوية أيضا في الزاوية الجنوبية والزاوية الشمالية. كانت الأبواب في الجدران الشمالية والجنوبية. نجت بعض الكنائس التي كانت أكثر تفصيلا، كانت مبنية من الحجر، اثنان في فرس وكنيسة الغزالي.
كانت لوحات الكنيسة و موضوعات الكتاب المقدس واسعة ولكن نجا القليل منها. أفضل لوحة للكنيسة على قيد الحياة كانت على كنيسة ريفرغيت في فرس وكنيسة أبي القادر.
العمارة المحلية في الفترة المسيحية نادرة. عمارة سوبا هي الوحيدة التي تم حفرها. الهياكل كانت من الطوب المجفف بالشمس، كما هو الحال اليوم في السودان، باستثناء القوس.
إحدى السمات البارزة للكنائس النوبية هي القبو النوبي (قبة) مصنوعة من الطوب الطيني. وقد أعاد المهندس المعماري المصري حسن فتحي إحياء بنية الطوب الطيني بعد إعادة اكتشاف هذه التقنية في قرية أبو الريش النوبية. ويتم تأييد هذه التكنولوجيا من قبل علماء البيئة باعتبارها صديقة للبيئة ومستدامة، لأنه يقوم باستخدام الأرض الخالصة دون الحاجة إلى الأخشاب.

## النوبة الإسلامية
كان التحول إلى الإسلام عملية بطيئة وتدريجية، مع ما يقرب من 600 سنة من المقاومة. معظم بنية هذه الفترة هي المساجد المبنية من الطوب الطيني. وكان من أوائل محاولات الغزو من قبل، ابن أبي السرح. وكان ابن أبي سرح قائدا مسلما حاول أن يغزو كل النوبة في القرن الثامن الميلادي. كان فشل تقريبا بالكامل. معاهدة تسمى البقط، شكلت العلاقات المصرية النوبية لمدة ستة قرون، وسمح ببناء مسجد في العاصمة النوبية من دنقلا للمسافرين المسلمين. وبحلول منتصف القرن الرابع عشر، تم تحويل النوبة إلى الإسلام. تم تحويل كنيسة دنقلا الملكية إلى مسجد. تم تحويل العديد من الكنائس الأخرى إلى مساجد.
كانت المقابر عبارة عن حفر بسيطة، مع جثث مدفونة باتجاه يشير إلى مكة المكرمة.  كانت الجبب تعد من ضمن الهياكل الفريدة، وهي عبارة عن قبور محفوظة للشيوخ المسلمين. كانت قباب بيضاء مصنوعة من الطوب اللبن.